# Вулька-Подуховна
Вулька-Подуховна (пол. Wólka Poduchowna) — село в Польщі, у гміні Васильків Білостоцького повіту Підляського воєводства.
Населення — 213 осіб (2011).
У 1975-1998 роках село належало до Білостоцького воєводства.

## Демографія
Демографічна структура станом на 31 березня 2011 року:
|          | Загалом | Допрацездатний вік | Працездатний вік | Постпрацездатний вік |
| -------- | ------- | ------------------ | ---------------- | -------------------- |
| Чоловіки | 105     | 20                 | 71               | 14                   |
| Жінки    | 108     | 21                 | 57               | 30                   |
| Разом    | 213     | 41                 | 128              | 44                   |